# Nekrolog 1676
Nekrolog
◄◄
| ◄
| 1672
| 1673
| 1674
| 1675
| 1676 | 1677 | 1678 | 1679 | 1680 | ► | ►►
Weitere Ereignisse | Allgemeiner Nekrolog 1676
Die Beschreibung der verstorbenen Person sollte so kurz wie möglich gehalten sein und nur deren signifikante Tätigkeit(en) enthalten.
Neue Namen ggf. auch unter dem Geburts- und Sterbedatum, also etwa unter 1. Januar und im Geburts- und Sterbejahr (2024) eintragen (nur bei entsprechender großer Wichtigkeit). Für Beispiele siehe die schon vorhandenen Artikel.
Außerdem über die fünf zuletzt Verstorbenen, zu denen es einen ausreichend guten Artikel für eine Präsentation auf der Hauptseite gibt, nach der todesbedingten Überarbeitung der Artikel ggf. auch unter Wikipedia Diskussion:Hauptseite informieren und sie am besten auch in den anderen Wikipedia-Sprachversionen eintragen. Tipp: Regelmäßig bei news.google.de nach „ist tot“, „gestorben“ oder „verstorben“ suchen.
Wenn eine Person gestorben ist, gibt es viele Seiten zu dieser Person in der Wikipedia, die davon auch betroffen sind und entsprechend aktualisiert werden müssen. Beispiele: Namenübersichtsseite, Geburtsjahr, Geburtsort-Seiten und viele mehr.
Wie finde ich die betroffenen Seiten?
Im Suchfeld auf der linken Seite gibt man den Suchbegriff so ein: „Vorname Nachname“. Dann klickt man auf Volltext und alle Seiten mit entsprechendem Suchtext werden aufgerufen. Hier sieht man dann schnell, wo auch das Todesjahr Sinn macht oder sogar ein Teil des Artikels angepasst werden muss. Auch hilft das „Werkzeug“ auf der linken Seite sehr gut, um solche Seiten aufzufinden: „Links auf diese Seite“. Somit ist die Wikipedia wieder aktuell in allen Bereichen! Hinweis: bei Eintragung der Kategorie „Gestorben JAHR“ wird der Missbrauchsfilter 49 ausgelöst, was jedoch nicht schlimm ist. Siehe: Spezial:Missbrauchsfilter/49
Dies ist eine Liste von im Jahr 1676 verstorbenen bekannten Persönlichkeiten. Die Einträge erfolgen innerhalb der einzelnen Daten alphabetisch sortiert. Tiere sind im Nekrolog für Tiere zu finden.

## Januar
| Tag        | Name                                            | Beruf, bekannt als                                                                         | Alter | Beleg |
| ---------- | ----------------------------------------------- | ------------------------------------------------------------------------------------------ | ----- | ----- |
| 11. Januar | Johann Christoph von Bawyr                      | kurpfälzischer Generalkommissar und Geheimer Rat                                           |       |       |
| 13. Januar | Isaac Commelin                                  | niederländischer Verleger und Buchhändler                                                  | 77    |       |
| 13. Januar | Bernhard von Schleswig-Holstein-Sonderburg-Plön | deutsch-dänischer General                                                                  | 36    |       |
| 14. Januar | Francesco Cavalli                               | italienischer Komponist und Organist                                                       | 73    |       |
| 16. Januar | Georg Arnold                                    | österreichischer Komponist und Organist                                                    | 54    |       |
| 16. Januar | Johann von Koppy                                | sächsischer Militär                                                                        | 72    |       |
| 17. Januar | Caspar Laurentius Hornschuch                    | deutscher Kapitänleutnant und Stadthauptmann von Ohrdruf                                   | 65    |       |
| 20. Januar | Reinier Pauw                                    | holländischer Advokat und Präsident des Hohen Rates von Holland, Zeeland und Westfriesland | 84    |       |
| 30. Januar | Isaac de La Peyrère                             | französischer Diplomat                                                                     |       |       |

## Februar
| Tag         | Name                        | Beruf, bekannt als                | Alter | Beleg |
| ----------- | --------------------------- | --------------------------------- | ----- | ----- |
| 3. Februar  | François Chauveau           | französischer Zeichner            | 62    |       |
| 6. Februar  | Gottfried Siegmund Birnbaum | kursächsischer Leibarzt           | 23    |       |
| 8. Februar  | Alexei I.                   | Zar von Russland (1645–1676)      | 46    |       |
| 15. Februar | Georg Cramer                | sächsischer Pädagoge              |       |       |
| 20. Februar | Georg Ludwig Agricola       | deutscher Musiker                 | 32    |       |
| 22. Februar | Johann Lüchtemaker          | deutscher Geistlicher und Dichter | 61    |       |
| 27. Februar | Hans von Schack             | dänischer Reichsfeldherr          | 66    |       |
| Februar     | Abraham Bosse               | Kupferstecher und Radierer        |       |       |
| Februar     | Berendt Hus                 | deutscher Orgelbauer              |       |       |

## März
| Tag      | Name                                         | Beruf, bekannt als                                                                                        | Alter | Beleg |
| -------- | -------------------------------------------- | --- | ----- | ----- |
| 13. März | Henriette Adelheid von Savoyen               | Kurfürstin von Bayern                                                                                     | 39    |       |
| 22. März | Cäcilie Zeitlose Wicht                       | Opfer der Hexenprozesse in Idstein                                                                        |       |       |
| 23. März | Johann Kühn                                  | deutscher Mathematiker                                                                                    | 56    |       |
| 23. März | Paul Würtz                                   | schwedischer General, dänischer und holländischer Generalfeldmarschall, Gouverneur von Krakau und Stettin | 63    |       |
| 26. März | Johanna Beatrix von Dietrichstein-Nikolsburg | Fürstin von Liechtenstein                                                                                 |       |       |
| 31. März | George Konrad Crusius                        | niederländischer Rechtswissenschaftler                                                                    | 31    |       |

## April
| Tag       | Name                                   | Beruf, bekannt als                                                   | Alter | Beleg |
| --------- | -------------------------------------- | -------------------------------------------------------------------- | ----- | ----- |
| 5. April  | Peter Haberkorn                        | deutscher lutherischer Theologe                                      | 71    |       |
| 5. April  | John Winthrop, Jr.                     | amerikanischer Kolonialgouverneur                                    | 70    |       |
| 8. April  | Claudia Felizitas von Österreich-Tirol | Kaiserin des Heiligen Römischen Reiches Deutscher Nation (1673–1675) | 22    |       |
| 17. April | Karl Förster                           | Görlitzer Bürgermeister und Richter                                  | 66    |       |
| 20. April | John Clarke                            | englischer Arzt, Baptistenprediger und Politiker                     | 66    |       |
| 22. April | Guillaume d'Alméras                    | französischer Aristokrat und Marineoffizier                          |       |       |
| 23. April | Bartholomäus Gehler                    | Sekretär, Bürgermeister und Landesherr                               | 75    |       |
| 29. April | Michiel de Ruyter                      | niederländischer Admiral                                             | 69    |       |

## Mai
| Tag     | Name                         | Beruf, bekannt als                                        | Alter | Beleg |
| ------- | ---------------------------- | --------------------------------------------------------- | ----- | ----- |
| 3. Mai  | Ernst Friedrich Schröter     | deutscher Rechtswissenschaftler                           | 55    |       |
| 6. Mai  | Melchior Ludolph Sattler     | deutscher evangelischer Geistlicher                       | 57    |       |
| 7. Mai  | Samuel Gmelin                | deutscher evangelischer Theologe                          | 65    |       |
| 7. Mai  | Henri Valois                 | französischer Philologe und Historiker                    | 72    |       |
| 9. Mai  | Hans Friedrich von Schönberg | kurfürstlich-sächsischer Truchsess und Rittergutsbesitzer | 20    |       |
| 22. Mai | Henri Louis d’Aloigny        | französischer Adliger und Militär                         |       |       |
| 23. Mai | Domenico Maroli              | italienischer Maler                                       |       |       |
| 24. Mai | Federico Sforza              | italienischer Kardinal und Bischof                        | 73    |       |
| 25. Mai | Johann Heinrich Rahn         | Schweizer Mathematiker                                    | 54    |       |
| 26. Mai | Johann Jakob Bodmer          | Schweizer Buchdrucker, Dichter und Politiker              | 59    |       |

## Juni
| Tag      | Name                         | Beruf, bekannt als                                                  | Alter | Beleg |
| -------- | ---------------------------- | ------------------------------------------------------------------- | ----- | ----- |
| 1. Juni  | Lorentz Creutz der Ältere    | schwedischer Admiral                                                |       |       |
| 1. Juni  | Karl Kaspar von der Leyen    | Erzbischof und Kurfürst von Trier                                   | 57    |       |
| 1. Juni  | Claas Uggla                  | schwedischer Admiral                                                |       |       |
| 4. Juni  | Albert Vogt                  | deutscher Orientalist und lutherischer Theologe                     | 41    |       |
| 6. Juni  | Paul Gerhardt                | deutscher evangelisch-lutherischer Theologe und Kirchenlieddichter  | 69    |       |
| 7. Juni  | Caspar Habermann             | deutscher Jurist                                                    |       |       |
| 9. Juni  | Ernst Albrecht von Eberstein | Generalfeldmarschall und Mitglied der Fruchtbringenden Gesellschaft | 71    |       |
| 24. Juni | Carl Gustav Wrangel          | schwedischer Heerführer und Staatsmann                              | 62    |       |
| 25. Juni | Johann Conrad Winterhalder   | deutscher Bildhauer                                                 | 35    |       |

## Juli
| Tag      | Name                                    | Beruf, bekannt als                                    | Alter | Beleg |
| -------- | --------------------------------------- | ----------------------------------------------------- | ----- | ----- |
| 2. Juli  | Sophie Elisabeth von Mecklenburg        | Singspielkomponistin                                  | 62    |       |
| 2. Juli  | Quaiapen                                | Sachem der östlichen Niantic                          |       |       |
| 8. Juli  | Johann Adolph Kielmann von Kielmannsegg | holsteinischer Kammerpräsident und Hofkanzler         | 63    |       |
| 14. Juli | Simon Grundel-Helmfelt                  | schwedischer Feldmarschall und Reichsrat              | 58    |       |
| 14. Juli | Nektarios von Jerusalem                 | Patriarch von Jerusalem                               |       |       |
| 17. Juli | Marie-Madeleine de Brinvilliers         | französische Giftmörderin                             | 46    |       |
| 19. Juli | Georg III.                              | paragierter Landgraf von Hessen-Darmstadt zu Itter    | 43    |       |
| 21. Juli | Johannes Ittig                          | deutscher Mediziner, Logiker und Physiker             | 68    |       |
| 22. Juli | Clemens X.                              | Papst (1670–1676)                                     | 86    |       |
| 23. Juli | Gregor Allhelg                          | schweizerischer Bildhauer und Architekt               |       |       |
| 25. Juli | François Hédelin                        | französischer Schriftsteller Theoretiker des Theaters | 71    |       |
| 28. Juli | Edward Reynolds                         | Bischof von Norwich der Church of England und Autor   | 76    |       |

## August
| Tag        | Name                                      | Beruf, bekannt als                                           | Alter | Beleg |
| ---------- | ----------------------------------------- | ------------------------------------------------------------ | ----- | ----- |
| 3. August  | Achilles Christoph von Gemmingen          | kurmainzischer Forstbeamter und Grundherr in Bürg            | 56    |       |
| 4. August  | Johannes Vorstius                         | deutscher Kurfürstlicher Bibliothekar und Gymnasialdirektor  | 53    |       |
| 5. August  | Pierre Patel                              | französischer Maler                                          |       |       |
| 8. August  | Franz Heinrich Höltich                    | Syndikus                                                     | 33    |       |
| 9. August  | Nicolaus Creusel                          | deutscher Rechtswissenschaftler                              | 48    |       |
| 11. August | Nicolaus à Kempis                         | belgischer Organist und Komponist                            |       |       |
| 12. August | Pierre Delbrun                            | französischer Jesuit, Altphilologe, Romanist und Lexikograf  | 71    |       |
| 12. August | Metacomet                                 | Oberhäuptling der Wampanoag-Indianer                         |       |       |
| 15. August | Niccolò Sagredo                           | 105. Doge von Venedig                                        | 69    |       |
| 17. August | Hans Jakob Christoffel von Grimmelshausen | deutscher Schriftsteller                                     |       |       |
| 20. August | Jakob Rosius                              | deutscher Astronom, Mathematiker, Lehrer und Theologe        |       |       |
| 21. August | Virginio Orsini                           | italienischer Geistlicher und Kardinal der Römischen Kirche  | 61    |       |
| 22. August | Christoph Wilhelm Megander                | deutscher evangelischer Theologe                             |       |       |
| 24. August | Nicolaus Schaten                          | deutscher Jesuit und Historiker                              | 68    |       |
| 29. August | Luise Charlotte von Brandenburg           | Herzogin von Kurland                                         | 58    |       |
| 30. August | Heinrich Meier                            | bremischer Jurist, Staatsmann und Bürgermeister seiner Stadt | 67    |       |
| August     | Leonardo Agostini                         | italienischer Antiquar                                       |       |       |

## September
| Tag           | Name                                 | Beruf, bekannt als | Alter | Beleg |
| ------------- | ------------------------------------ | --- | ----- | ----- |
| 1. September  | Caspar von Schönberg                 | sächsischer Oberberg- und Amtshauptmann                                                                                            | 54    |       |
| 4. September  | John Ogilby                          | Tanzmeister, Schauspieldirektor, Übersetzer, Dichter, Buchhändler, Verleger, Drucker, königlicher Zeremonienmeister und Kosmograph | 75    |       |
| 4. September  | Karl Florentin zu Salm               | Infanteriegeneral und Gesandter der Republik der Sieben Vereinigten Provinzen                                                      | 38    |       |
| 5. September  | Valerio Maccioni                     | san-marinesischer römisch-katholischer Geistlicher in Hannover, Titularbischof, Apostolischer Vikar des Nordens                    |       |       |
| 10. September | Gerrard Winstanley                   | englischer Bodenreformer, christlicher Frühkommunist                                                                               |       |       |
| 11. September | Anna de’ Medici                      | Erzherzogin von Österreich-Tirol                                                                                                   | 60    |       |
| 13. September | Lamoral Claudius von Thurn und Taxis | Generalpostmeister und Graf |       |       |
| 15. September | Pieter de Keyser                     | niederländischer Baumeister und Bildhauer                                                                                          |       |       |
| 16. September | Gaspar de Bracamonte y Guzmán        | spanischer Staatsmann und Diplomat                                                                                                 |       |       |
| 16. September | Schabbtai Zvi                        | smyrnatischer jüdischer Religionsgelehrter und Pseudomessias                                                                       |       |       |
| 19. September | Paul Chomedey de Maisonneuve         | französischer Gouverneur, Gründer von Montreal                                                                                     | 64    |       |
| 30. September | Elisabeth Hoffmann                   | Opfer der Hexenprozesse in Idstein                                                                                                 |       |       |

## Oktober
| Tag         | Name                           | Beruf, bekannt als                                                                                        | Alter | Beleg |
| ----------- | ------------------------------ | --- | ----- | ----- |
| 2. Oktober  | Johann Schrötteringk           | deutscher Kaufmann und Hamburger Bürgermeister                                                            | 87    |       |
| 6. Oktober  | Christian Cassius              | deutscher Verwaltungsbeamter und Kanzleidirektor dreier Fürstbischöfe von Lübeck                          | 67    |       |
| 9. Oktober  | Johann Havelandt               | deutscher Jurist und Ratssekretär der Hansestadt Lübeck                                                   | 66    |       |
| 10. Oktober | Sebastian Knüpfer              | deutscher Komponist und Kirchenmusiker                                                                    |       |       |
| 13. Oktober | Juan de Arellano               | spanischer Maler des Barock                                                                               |       |       |
| 14. Oktober | Adam von Weyher                | schwedischer Generalmajor, danach dänischer Generalfeldmarschall-Lieutenant und Gouverneur von Glückstadt | 63    |       |
| 16. Oktober | Johann Hackemann               | deutscher Theologe                                                                                        | 47    |       |
| 20. Oktober | Christopher Gibbons            | englischer Organist und Komponist                                                                         |       |       |
| 22. Oktober | Giovanni Battista Langetti     | italienischer Maler des Spätbarock                                                                        |       |       |
| 22. Oktober | Franziska von Slavata          | österreichische Adlige, Gouvernante und Obersthofmeisterin                                                | 66    |       |
| 25. Oktober | Justus Georg Schottelius       | deutscher Sprachgelehrter                                                                                 | 64    |       |
| 27. Oktober | Johan de Witt                  | niederländischer Politiker                                                                                | 58    |       |
| 28. Oktober | Jean Desmarets de Saint-Sorlin | französischer Dichter                                                                                     |       |       |

## November
| Tag          | Name                       | Beruf, bekannt als                            | Alter | Beleg |
| ------------ | -------------------------- | --------------------------------------------- | ----- | ----- |
| 1. November  | Gisbert Voetius            | reformierter Theologe                         | 87    |       |
| 2. November  | Adam Michna                | tschechischer Dichter, Organist und Komponist |       |       |
| 3. November  | Köprülü Fâzıl Ahmed Pascha | osmanischer Großwesir                         |       |       |
| 11. November | Nicolaas Verburg           | Gouverneur von Niederländisch-Formosa         |       |       |
| 16. November | Jakob Friedeborn           | kurfürstlich brandenburgischer Staatssekretär | 68    |       |
| 19. November | Christoph Ritter           | deutscher Goldschmied                         | 66    |       |
| 19. November | Johann Diedrich von Syberg | deutscher Adliger                             |       |       |
| 29. November | Elias Nathusius            | Kantor der Leipziger Stadtschule St. Nikolai  |       |       |

## Dezember
| Tag          | Name                                    | Beruf, bekannt als                                      | Alter | Beleg |
| ------------ | --------------------------------------- | ------------------------------------------------------- | ----- | ----- |
| 4. Dezember  | Johann Georg Ebeling                    | deutscher Komponist                                     | 39    |       |
| 8. Dezember  | Arnold Gijsels van Lier                 | niederländischer Admiral und Gouverneur                 |       |       |
| 19. Dezember | Adolf                                   | Graf von Nassau-Schaumburg, Prinz von Nassau-Dillenburg | 47    |       |
| 21. Dezember | Thomas Heinrich von Wickede             | Ratsherr der Hansestadt Lübeck                          |       |       |
| 25. Dezember | William Cavendish, 1. Duke of Newcastle | englischer General und Politiker                        |       |       |
| 25. Dezember | Matthew Hale                            | Jurist und Politiker                                    | 67    |       |
| 27. Dezember | Friedrich Rappolt                       | deutscher Altphilologe, Pädagoge und Theologe           | 61    |       |

## Datum unbekannt
| Tag | Name                            | Beruf, bekannt als                                                                                  | Alter | Beleg |
| --- | ------------------------------- | --------------------------------------------------------------------------------------------------- | ----- | ----- |
|     | Hermann Brandis                 | Bürgermeister in Werl                                                                               |       |       |
|     | Canonchet                       | indianischer Häuptling                                                                              |       |       |
|     | Johan le Ducq                   | niederländischer Maler                                                                              |       |       |
|     | Francisco Fernández de la Cueva | Vizekönig von Neuspanien und Sizilien                                                               |       |       |
|     | Franz I. Rákóczi                | ungarischer Adeliger                                                                                |       |       |
|     | Marx Anton Hannas               | mittelalterlicher Holzschneider, Stecher, Briefmaler und Verleger                                   |       |       |
|     | Johann Michael Juncker          | südwestdeutscher Kunstmaler aus der Zeit des Frühbarock                                             |       |       |
|     | Stefan Ledóchowski              | polnischer Adliger, Abgeordneter des Senats von Polen-Litauen, Diplomat und Kastellan von Wolhynien |       |       |
|     | Michel Mazuel                   | französischer klassischer Instrumentalmusiker und Komponist                                         |       |       |
|     | Bernardino Mei                  | italienischer Maler                                                                                 |       |       |
|     | Étienne Moulinié                | französischer Komponist der Barockzeit                                                              |       |       |
|     | Hedwig von der Osten            | deutsche Dichterin evangelischer geistlicher Lieder                                                 |       |       |
|     | Hans Stecher                    | deutscher Maurer des Barock                                                                         |       |       |
|     | Henry Stubbe                    | englischer Gelehrter                                                                                |       |       |
|     | Ulrich Wettstein                | deutscher Buchdrucker und Verleger                                                                  |       |       |